# День програміста
День програмі́ста — неформальне свято програмістів, яке відзначається в різні дні року. У КНР — 24 жовтня (1024 або 210). Свято визначається у 256-й день року (у високосний рік це 12 вересня, а у невисокосний — 13 вересня).

## Дата

### 256 день року
Цей день запропонували Валентин Балт і Михайло Червяков (htonus), співробітники компанії Parallel Technologies. У 2002 році вони збирали підписи під петицією до уряду Росії про визнання цього дня офіційним Днем програміста.
24 липня 2009 року Міністерством зв'язку та масових комунікацій РФ підготовлено та внесено в уряд проєкт указу президента Росії «Про День програміста».
11 вересня 2009 року президент Росії Дмитро Медведєв підписав Указ № 1034, підготовлений Міністерством зв'язку та масових комунікацій Російської Федерації, який встановлює в Росії нове офіційне свято «День програміста».
Вибір для свята 256-го дня року пояснюється тим, що це число символічне, воно тісно пов'язане з комп'ютерами, але не асоціюється з конкретними особами чи кодами спеціальностей.
Число 256 відповідає кількості чисел, які можна представити за допомогою одного байта, поширеної одиниці вимірювання обсягу даних. Вісім бітів, що можуть мати значення 0 або 1, дають можливість закодувати у двійковій системі числа від 000000002 до 111111112, тобто 28 різних чисел. Число 256 обрано також тому, що це максимальний степінь числа 2, який не перевищує кількості днів у році.
У двійковій системі числення число 256 записується як 1000000002. У поширених у середовищі програмістів шістнадцятковій та вісімковій системах, пов'язаних з двійковою, — як 10016 та 4008 відповідно, тобто в цих системах число 256 виглядає як «кругле».
Через повномасштабне вторгнення Росії, частина української ІТ-спільноти пропонувала змінити дату свята в Україні.

### 24 жовтня
У КНР це неформальне свято припадає на 24 жовтня. Цей день відповідає 210, 1024, якщо уявити його як дату, тобто 24 день 10 місяця. Форум програмістів Chinese Software Developer Network цього дня організовує щорічну конференцію.